# Amt Haddeby
La comunità amministrativa di Haddeby (Amt Haddeby) si trova nel circondario di Schleswig-Flensburgo nello Schleswig-Holstein, in Germania.

## Suddivisione
Comprende 8 comuni:
1. Borgwedel (745)
2. Busdorf (2 074)
3. Dannewerk (1 145)
4. Fahrdorf (2 579)
5. Geltorf (358)
6. Jagel (959)
7. Lottorf (233)
8. Selk (853)

Il capoluogo è Busdorf.
(Tra parentesi i dati della popolazione al 31 dicembre 2021)